# کمیته‌های اصلی کنگره ایالات متحده آمریکا

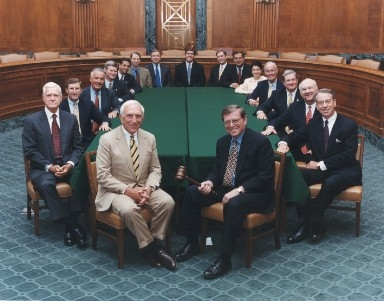

مجلس نمایندگان ایالات متحده آمریکا دارای ۱۹ کمیته اصلی و مجلس سنای ایالات متحده آمریکا دارای ۱۶ کمیته اصلی است. تقریباً کلیه طرحها و لوایح قانونی پیش دربررسی در صحن مجالس نمایندگان و سنا بر حسب موضوع به کمیته‌های اصلی ارجاع می‌شوند و سپس برای تصویب نهایی در اختیار کل نمایندگان قرار می‌گیرند. به همین دلیل کمیته‌های اصلی از اهمیت شایان توجهی در روند قانونگذاری برخوردار هستند. در ابتدای هر دوره کنگره، حزب اکثریت، ریاست هریک از کمیته‌ها را برعهده می‌گیرد و مقام دوم کمیته به حزب اقلیت واگذار می‌شود. روسای کمیته‌ها نقش مهمی در تعیین دستور کار جلسات و مدت زمان بحث یا خارج کردن یک لایحه قانونی از مذاکرات برعهده دارند.
بعضی از این کمیته به نسبت دیگر کمیته‌ها از اهمیت بیشتری برخوردار هستند و تعیین ریاست آنان به عنوان یک پیروزی یا شکست بزرگ برای احزاب تلقی می‌شود. کمیته تخصیص بودجه یا کمیته راهها وروش‌ها در مجلس نمایندگان و کمیته روابط خارجی در سنا از این جمله هستند.

## جستارهای دیگر
- کمیسیون راه و روش‌های مجلس نمایندگان ایالات متحده